# Øystein Sunde
Øystein Olaf Sunde, född 24 januari 1947 i Oslo, är en norsk sångare, gitarrist, textförfattare och komponist. Han är känd för sina snabba humoristiska låtar och också för att vara en mycket duktig instrumentalist, speciellt på gitarr.
År 1970 gav han ut sitt första soloalbum, 1001 fnatt. Hans gitarrspel och humoristiska sånger gjorde att detta blev en succé. Därefter har det blivit många album och från 1979 har alla hans album hamnat högt upp på listorna i Norge. Han är en av Norges mest folkkära artister och har fått flera Spellemannpriser, både själv, men också tillsammans med gruppen Gitarkameratene, som han medverkade ifrån 1988 till 1994. De andra medlemmarna i gruppen var Jan Eggum, Halvdan Sivertsen och Lillebjørn Nilsen. Sunde har dessutom utgivit flera visböcker och medverkat i revyer.

## Diskografi

### Soloalbum
- 1970 – 1001 fnatt
- 1971 – Det året det var så bratt
- 1973 – Sunderfundigheter
- 1974 – Ikke bare tyll
- 1974 – Klå (instrumental-album)
- 1975 – Hurtbuller i hvit saus
- 1976 – På sangens vinger
- 1977 – Øystein Sundes beste (samlingsalbum)
- 1979 – Hærtata hørt
- 1981 – Barkebille boogie
- 1984 – I Husbukkens tegn
- 1985 – Øystein Sunde i boks (samlingsbox)
- 1986 – Overbuljongterningpakkmesterassistent
- 1989 – Kjekt å ha
- 1990 – Øystein Sundes 40 beste (samlingsalbum)
- 1994 – Du må'kke komme her og komme her
- 1999 – Nå er begeret nådd
- 2005 – Sånn er'e bare
- 2006 – Sundes verden (samlingsalbum)
- 2008 – Meget i sløyd
- 2016 – Bestefar

### Album med Christiania Fusel & Blaagress
- 1972 – Som varmt hvetebrød i tørt gress

### Album med Gitarkameratene
- 1989 – Gitarkameratene (livealbum)
- 1990 – Typisk norsk
- 2010 – Kanon! (livealbum)

## Utmärkelser
- Gammleng-prisen i klassen "vise" (1983)[6][7]
- Årets verk (text) från NOPA (Norsk forening for komponister og tekstforfattere) (1989)[8]
- "Årets spellemann" under Spellemannsprisen (1989)[6]
- Spellemannsprisen för albumet «Kjekt å ha» (1989)[6]
- "Årets spellemann" under Spellemannsprisen (1994)[6]
- Språklig samlings litteraturpris (1995)
- Leonardstatuetten från Norsk revyforfatterforening (1998)[6][9]
- Teksforfatterfondets ærespris (1998)[6][10]
- Alf Prøysen Ærespris (2000)[6][11]
- Leif Justers ærespris (2007)[6][12]
- Solprisen (2008)[13]
- Komiprisen 2010 ("Hedersprisen")[14]
- Hedmark fylkeskommunes kulturpris (2017)[15]
- Regnbågåbrua, Vidar Sandbecks kulturpris (2017)[16][17]
- Kommandør av Den Kongelige Norske St. Olavs Orden (2018)[18]